# 穆尼贊普
穆尼赞普（藏語：མུ་ནེ་བཙན་པོ་，威利转写：Mu-ne btsan-po，THL：Muné Tsenpo，762年—798年）又译作牟尼赞普、木奈赞普，全名托波·穆尼赞普（藏語：ཐོ་བོ་མུ་ནེ་བཙན་པོ），是吐蕃的第38代赞普，797年至798年在位。他在《新唐书·吐蕃传》和《资治通鉴》中以足之煎的名字登场。
穆尼赞普是赤松德赞的次子，为赤松德赞与皇后蔡邦·玛加东格（藏語：ཚེས་པང་ཟམོ་རྒྱལ་ལྡོང་སྐར།）所生。赤松德赞有四个儿子，797年赤松德赞让位退隐后，由于长子木赤松波（藏語：མུ་ཁྲི་སྲོང་པོ།）已经去世，皇位遂由次子穆尼继承。当时穆尼赞普年仅23岁。
穆尼赞普继位后不久，赤松德赞就去世了。穆尼赞普受到了赤松德赞的影响，也是一位佛教信徒。因此为其父的葬礼使用的是佛教礼仪，而不是苯教礼仪。
穆尼赞普继承了赤松德赞的遗愿，向桑耶寺进献了大量贡品，并在逻些城、昌珠寺和桑耶寺先后兴建了“四大供”（藏語：མཆོད་ཆེན་བཞི）。穆尼赞普下令吐蕃全国属民都为这些佛寺进献贡品，富人进献的都是金银财宝和大丝绸缎等华丽物品，穷人捐献的却仅仅是破衣烂衫。群臣奏称这是贫富差距造成的，于是穆尼赞普下令平均全国百姓的财富。但不久以后富人依旧富有，而穷人依旧贫困。此后赞普又进行了两次平均财富，但依然没有任何效果。穆尼赞普十分困惑，向译师班智达询问原因，得到的答案是首先由于穷人没有布施能力而造成了贫富差别。于是穆尼赞普大肆向佛寺进献贡品。
赤松德赞的妃子波雍妃嘉摩尊（藏語：ཕོ་ཡོང་བཟའ་རྒྱས་མོ་བཙུན།），由于曾被莲花生大师认定为是赤松德赞的母亲转世，因此受到了赤松德赞的宠爱，死前又将波雍妃赐给了穆尼赞普。穆尼赞普十分爱护波雍妃，但赞普的生母蔡邦氏十分嫉妒她，多次欲杀之，却在穆尼赞普的保护下未能得逞。蔡邦氏恼羞成怒，遂向穆尼赞普进献有毒的食物，24岁的穆尼赞普被毒杀于雍布宫（藏語：ཕོ་བྲང་ཡུན་བུ）之中，在位计一年又九个月。葬于“佳日丁甫”陵（藏語：སྐྱ་རི་ལྡེམ་བུ），该陵墓位于赤德祖赞陵墓的右前方。
穆尼赞普死后，吐蕃发生了内乱，蔡邦氏（藏語：ཚེསྤང་བཟང་།）和那囊氏（藏語：སྣ་ནམ་པ）两家族争权，盛极一时的吐蕃开始转向衰落。

## 脚注
1. ↑  《《敦煌本吐蕃历史文书增订本》，212页
2. ↑  传统的藏文史料记载称穆尼赞普仅在位1年有余，但一些西方学者认为是797年到804年。